# تا زمانی که ازدواج یکی‌مان کند
تا زمانی که ازدواج یکی‌مان کند (ایتالیایی: Till Marriage Do Us Part) یک فیلم اروتیک کمدی ایتالیایی به کارگردانی لوئیجی کومنچینی است که در سال ۱۹۷۴ منتشر شد. این فیلم نامزد جایزه گلدن گلوب بهترین فیلم غیر انگلیسی‌زبان در سی و هفتمین مراسم گلدن گلوب بود.
این فیلم در ایران با دوبله فارسی و با عنوان باکره گناهکار در سینما آتلانتیک اکران شد.

## گزیدهٔ بازیگران
- لائورا آنتونلی
- آلبرتو لیونلو
- میکله پلاچیدو
- ژان روشفور
- اوگو پالیائی
- رزماری دکستر
- کارین شوبرت
- میکله آبروتسو